# Tendapastunnel (wegverkeer)

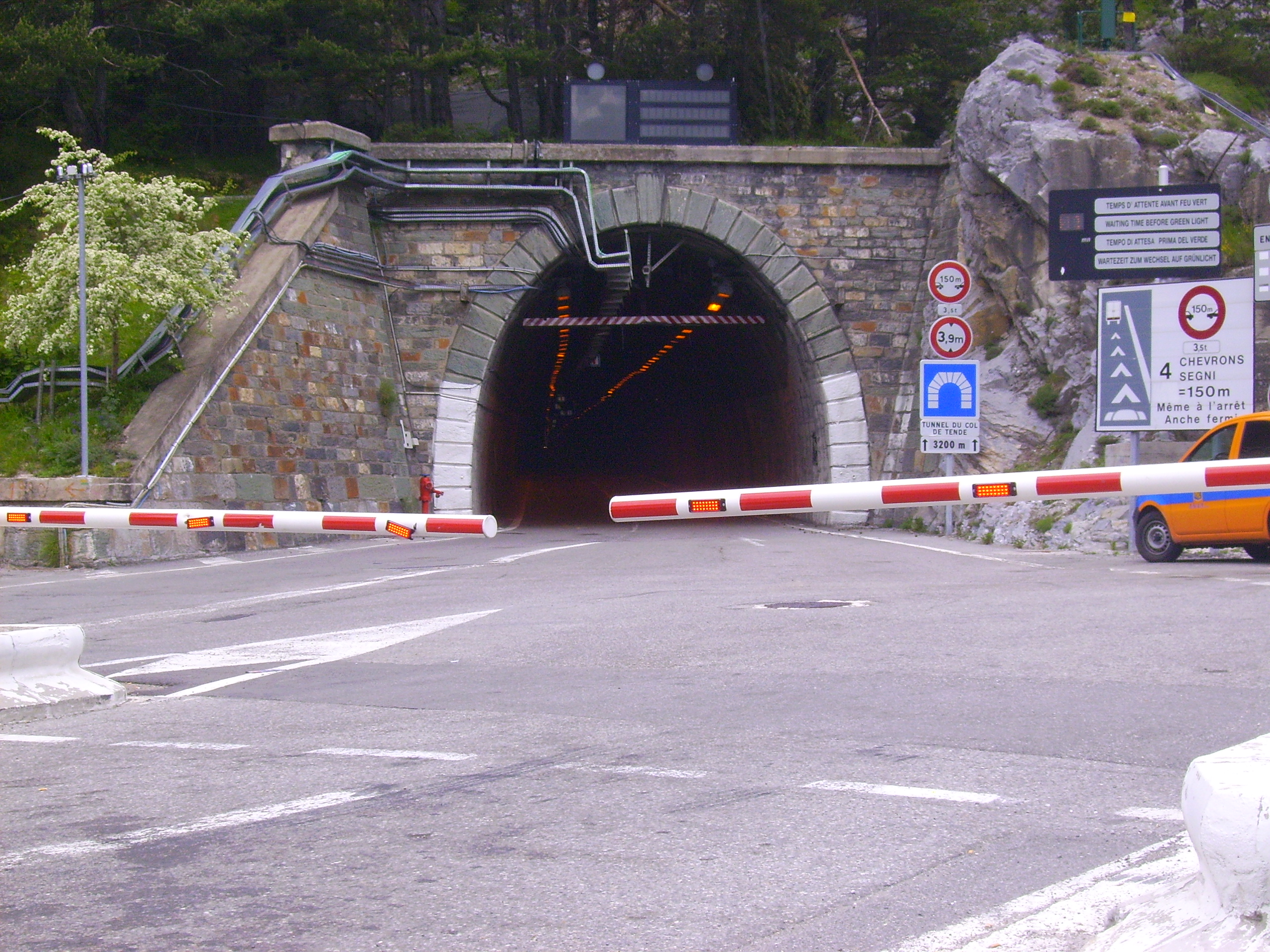
Tunnelmond aan Franse zijde

De Tendapastunnel (Frans: Tunnel routier du col de Tende; Italiaans: Traforo stradale del Colle di Tenda) is een tunnel voor wegverkeer op het traject van de E74 onder de Tendapas op de grens tussen Italië en Frankrijk. Uit veiligheidsoverwegingen werd de tunnel gebruikt met een unieke rijstrook en beurtelings verkeer voor beide zijden.
De tunnel werd gebouwd tussen 1878 en 1882 als verbindingsroute tussen Tenda in het zuiden en Limone Piemonte in het noorden, beide toen deel van het koninkrijk Italië. De tunnel werd een Frans-Italiaanse grensovergang in 1947 toen het gebied ten zuiden van de tunnel na een referendum en bekrachtigd bij de Vrede van Parijs terug Frans grondgebied werd. De 3.182 m lange eenkokerige tunnel werd onbruikbaar na stormschade ingevolge storm Alex op 2 oktober 2020 en wordt momenteel vernieuwd en versterkt met de boring van een tweede tunnelkoker met een vermoedelijke oplevering in 2025.
De verbinding behoort tot de geprefereerde wegverbindingen tussen de twee landen, samen met de grensovergang aan de Rivièra tussen Menton en Ventimiglia waar de Autoroute la Provençale overgaat in de Autostrada dei fiori, samen met de autosnelwegtunnels van Fréjus en de Mont Blanc. Door de afwezigheid van tolheffing genoot de verbinding zelfs de voorkeur van sommige weggebruikers. De tunnel ligt anderzijds ten opzichte van andere alternatieven door de Maritieme Alpen relatief laag zodat de passage het hele jaar door begaanbaar is (Italiaanse kant: 1.321 m - Franse kant: 1.280 m boven zeeniveau).

## Geschiedenis
De topografie van de site is gunstig voor het boren van een tunnel. Op een hoogte van 1.300 m, 570 meter onder de Tendapas, betreft het een doorsteek met een lengte van circa 3.000 m. Reeds in 1614 werden in Limone Piemonte de eerste graafwerken voor de tunnel ondernomen op last van hertog Karel Emanuel I van Savoye. De ambitie bleef ongewijzigd met nieuwe voorbereidende studiewerken, en een tweede tevergeefse poging in 1784. Nadat Camillo Benso di Cavour na de Tweede Italiaanse Onafhankelijkheidsoorlog Tenda en Briga had kunnen veilig stellen werd in 1878 onder koning Umberto I terug werk gemaakt van de tunnel, waarbij men de werkzaamheden aanvatte vanuit het zuiden en zo vanuit Tenda licht bergop te graven, om zo de afvoer van water mogelijk te maken bij de confrontatie tijdens de graafwerkzaamheden met watermassa's of een ondergrondse rivier. Het zuidelijke tunnelhoofd ligt daarom op een hoogte van 1.280 m. het noordelijke hoofd op een hoogte van 1.321 m. De helling van de tunnel loopt van zuid naar noord op, behalve in de laatste paar honderd meter. Toen het bouwwerk in 1882 werd ingehuldigd, was het de langste wegtunnel van zijn tijd, met een lengte van 3.182 m en een breedte van 6 m.
Tussen 15 en 26 april 1945 vernielden Duitse troepen die zich vanuit de Roiavallei naar het noorden terugtrokken, systematisch tunnels en viaducten. De twee Tendapastunnels werden niet gespaard, vooral de wegtunnel kreeg de grootste impact. De spoortunnel kon op 30 november 1945 worden opengesteld. Omdat de wegtunnel pas eind juli 1946 hersteld was, werd tot die datum wegverkeer door de spoortunnel gestuurd, met 2 wielen over de dwarsliggers en de andere naast de spoorlijn.  
In 1947 werd door de Franse recuperatie van Tende en La Brigue 1.485 m van de tunnel Frans grondgebied.
In de wintermaanden van 1964 en 1965 geraakte de tunnel ook tweemaal versperd, beide malen werd een tijdelijke pendeldienst opgezet met treinverkeer waarbij de wagens op treinstellen konden rijden voor de doortocht door de tunnel. 
Het toenemende wegverkeer vergde zijn tol in wachttijden en files en de plannen de tunnelcapaciteit te vergroten werden concreet in het begin van de 21e eeuw.  In 2008 werd de bestaande tunnel al gerenoveerd teneinde de wanden te verstevigen. Een tweede tunnelkoker werd noodzakelijk geacht om het beurtelings verkeer over een rijstrook in de bestaande koker te kunnen opheffen en permanent tweerichtingsverkeer mogelijk te maken.
De werken voor een tweede tunnelkoker worden gecoördineerd door het Italiaanse ANAS S.p.A. Zij vergunnen in 2013 het consortium Grandi Lavori Fincosit - Toto Costruzioni Generali S.p.A. voor de bouw van een bijkomende tunnelkoker 3,2 km lang, waarvan 1,4 km in Frankrijk en 1,8 km op Italiaans grondgebied. De nieuwe tunnel wordt 6,50 m breed, met een rijstrook van 3,50 m en een vluchtstrook van 2,70 m. De bestaande tunnel wordt nadien heringericht waarbij de twee rijstroken ook worden aangepast naar een rijstrook en een vluchtstrook.  Tussen beide kokers worden op 13 plaatsen dwarskokers gerealiseerd. De initiële kosten van het project bedragen 176 miljoen euro. De werkzaamheden begonnen uiteindelijk in juli 2014 en het boren van de nieuwe koker in juni 2015.
In mei 2017 arresteerde de Italiaanse justitie zeventien mensen die op de site werkten op verdenking van verduistering van materiaal. De werkzaamheden werden vervolgens opgeschort. Op 7 april 2018 had ANAS het contract met Fincosit beëindigd wegens ernstige contractbreuken, waaronder het tegen het contract in niet verwijderen van anhydrieten. ANAS gunde de afwerking vervolgens op 26 mei 2020 aan het Consorzio Stabile Edilmaco-consortium, met een geplande ingebruikname in 2025.
Op 2 oktober 2020 veroorzaakte storm Alex enorme schade in de Alpes-Maritimes en Italië, wat leidde tot de overstroming van de tunnel en de vernietiging van een deel van de toegangsweg aan de Franse kant. Het wegverkeer door de bestaande tunnel werd hierdoor onmogelijk. Op 5 mei 2021 valideerden Frankrijk en Italië als meerkost de bouw van een viaduct van 65 m dat het mogelijk maakt om een aardverschuiving veroorzaakt door de storm over te steken op de weg die naar de tunnel aan de Franse kant leidt, de voltooiing van alle werkzaamheden is gepland voor eind 2025. De werken werden hervat op 3 november 2021 aan Italiaanse zijde, toen reeds gevorderd tot ongeveer 1.270 m van de ingang, op 22 april 2022 werden ook aan de Franse kant op ongeveer 493 meter van de ingang de graafwerkzaamheden met explosieven hervat. Een datum voor alvast een heringebruikname van een koker worden achteruitgeschoven, van herfst 2023 naar juni 2024.  Ook deze datum wordt, zonder zelfs een nieuwe termijn vooruit te stellen, niet meer mogelijk geacht.
De ruwe graafwerken in de tweede tunnel langs beide zijden werden voltooid met de doorsteek op 1 augustus 2023. De initiële kosten van 176 miljoen euro waren intussen verhoogd met een bijkomende 255 miljoen voor de nieuwe koker, en 100 miljoen aan meerkosten voor de heringebruikname na storm Alex van de oorspronkelijke koker. Italië financiert 58,35% van de werken, Frankrijk de resterende 41,65%. In Frankrijk worden deze kosten gedeeld door de staat, de zuidoostelijke regio Provence-Alpes-Côte d'Azur en het departement Alpes-Maritimes.